# Belleville-sur-Mer
Belleville-sur-Mer és un municipi francès situat al departament del Sena Marítim i a la regió de Normandia. L'any 2007 tenia 799 habitants.

## Demografia

### Població
El 2007 la població de fet de Belleville-sur-Mer era de 799 persones. Hi havia 226 famílies de les quals 36 eren unipersonals (20 homes vivint sols i 16 dones vivint soles), 36 parelles sense fills, 130 parelles amb fills i 24 famílies monoparentals amb fills.
La població ha evolucionat segons el següent gràfic:
Habitants censats

### Habitatges
El 2007 hi havia 252 habitatges, 240 eren l'habitatge principal de la família, 8 eren segones residències i 5 estaven desocupats. 237 eren cases i 15 eren apartaments. Dels 240 habitatges principals, 152 estaven ocupats pels seus propietaris, 86 estaven llogats i ocupats pels llogaters i 2 estaven cedits a títol gratuït; 6 tenien una cambra, 9 en tenien dues, 18 en tenien tres, 61 en tenien quatre i 146 en tenien cinc o més. 206 habitatges disposaven pel capbaix d'una plaça de pàrquing. A 71 habitatges hi havia un automòbil i a 152 n'hi havia dos o més.

### Piràmide de població
La piràmide de població per edats i sexe el 2009 era:
| Homes | Edats   | Dones |
| ----- | ------- | ----- |
| 0     | 95 o +  | 16    |
| 4     | 90 a 94 | 16    |
| 8     | 85 a 89 | 16    |
| 0     | 80 a 84 | 0     |
| 0     | 75 a 79 | 8     |
| 4     | 70 a 74 | 12    |
| 8     | 65 a 69 | 16    |
| 4     | 60 a 64 | 8     |
| 0     | 55 a 59 | 4     |
| 4     | 50 a 54 | 8     |
| 12    | 45 a 49 | 8     |
| 28    | 40 a 44 | 16    |
| 40    | 35 a 39 | 40    |
| 40    | 30 a 34 | 48    |
| 8     | 25 a 29 | 12    |
| 4     | 20 a 24 | 4     |
| 20    | 15 a 19 | 20    |
| 32    | 10 a 14 | 36    |
| 20    | 5 a 9   | 36    |
| 20    | 0 a 4   | 24    |

## Economia
El 2007 la població en edat de treballar era de 480 persones, 377 eren actives i 103 eren inactives. De les 377 persones actives 350 estaven ocupades (188 homes i 162 dones) i 26 estaven aturades (13 homes i 13 dones). De les 103 persones inactives 22 estaven jubilades, 54 estaven estudiant i 27 estaven classificades com a «altres inactius».

### Ingressos
El 2009 a Belleville-sur-Mer hi havia 228 unitats fiscals que integraven 705,5 persones, la mediana anual d'ingressos fiscals per persona era de 18.241 €.

### Activitats econòmiques
Dels 10 establiments que hi havia el 2007, 1 era d'una empresa extractiva, 2 d'empreses de construcció, 3 d'empreses de comerç i reparació d'automòbils, 2 d'empreses d'hostatgeria i restauració i 2 d'empreses classificades com a «altres activitats de serveis».
Dels 5 establiments de servei als particulars que hi havia el 2009, 1 era un guixaire pintor, 1 lampisteria, 1 perruqueria, 1 restaurant i 1 saló de bellesa.
L'únic establiment comercial que hi havia el 2009 era una botiga de menys de 120 m².
L'any 2000 a Belleville-sur-Mer hi havia 3 explotacions agrícoles.

## Equipaments sanitaris i escolars
El 2009 hi havia 1 escola maternal integrada dins d'un grup escolar amb les comunes properes formant una escola dispersa i 1 escola elemental integrada dins d'un grup escolar amb les comunes properes formant una escola dispersa.

## Poblacions més properes
El següent diagrama mostra les poblacions més properes.